# Eumetrioptera crassa
Eumetrioptera crassa is een rechtvleugelig insect uit de familie sabelsprinkhanen (Tettigoniidae). De wetenschappelijke naam van deze soort is voor het eerst geldig gepubliceerd in 1949 door Mishchenko.